# Lễ hội nào cống
Lễ hội nào cống là lễ hội của các đồng bào dân tộc thiểu số H'Mông, Dao, Giáy. Xuất hiện từ thập kỷ 50 về trước, Tả Van có một ngôi miếu thờ 3 gian. Ngôi miếu dựng ở ngay đầu cầu treo sang làng Tả Van Giáy. Ngôi miếu trở thành địa điểm tổ chức lễ "Nào Cống" của cả vùng thung lũng Mường Hoa.

## Thời gian
Hàng năm vào ngày Thìn, tháng 6 âm lịch.

## Phần lễ
Mỗi gia đình cử một người đại diện (có thể là chồng hoặc vợ), không phân biệt nam, nữ, già, trẻ. Ngôi miếu thờ được người H'Mông gọi là "Chế đáng" (Tsêr đăngz). Miếu thờ có 3 gian, gian giữa thờ hai viên quan họ Đào, họ Nguyễn đã có công an dân và xây dựng Mường Hoa. Một gian bên trái thờ thần núi (Sơn thần), thần Suối Hoa (Long Vương), người Giáy gọi là "Sía po", "Sía ta", người Mong gọi là "Thủ Ti", "Lùng Vàng". Một gian bên phải thờ các bà nàng vợ hai ông quan họ Đào, họ Nguyễn.
Lễ Vật dân cúng là trâu đen, lợn đen và gà vịt do các làng đóng góp mua. Làng Tả Van Giáy còn có trách nhiệm chuẩn bị vàng hương, bát đĩa dâng cúng.
Trước đây, người chủ lễ phải mời thầy mo người Tày. Từ thập kỷ 40 – 50 của thế kỷ này, chủ lễ là thầy mo của người Giáy ở Tả Van. Thầy mo ăn mặc áo dài, quần thụng (kiêng đội mũ, khăn) trịnh trọng đọc lời cúng các thần kinh. Nội dung bài cúng là mời các thần về dự lễ, cầu mong các thần phù hộ người yên vật thịnh, được mùa.
Sau lễ cúng, chức dịch Mường Hoa lên đọc quy ước chung của cả Mường... Nội dung bản quy ước đề cập đến 4 vấn đề:
- Vấn đề trị an của các làng: không được trộm cắp, có biện pháp phòng ngừa kẻ xấu nơi khác đến trộm cắp.
- Vấn đề bảo vệ rừng: Các làng người Mông, người Dao, người Giáy, phải chú ý làm rẫy, cấm lấy củi hái măng ở khu rừng cấm thờ thổ thần và khu rừng chung đầu nguồn nước của làng...
- Vấn đề chăn dắt gia súc: Quy ước có quy định cụ thể thời gian cấm thả rông gia súc. Hàng năm từ ngày 15 tháng chuột (tháng 10 âm lịch) đến này Thìn tháng giêng (ngày mở hội xuống đồng) người dân mới được thả gia súc. Ngoài khoảng thời gian trên, cấm mọi người thả rông gia súc để tránh bị phá hoại mùa màng.
- Vấn đề ứng xử xã hội: Các quy ước của cả vùng đều đề cập đến quan hệ tương trợ giúp đỡ lẫn nhau, giúp gia đình có tang... đồng thời phê phán quan hệ nam nữ không lành mạnh, "Cấm kéo đàn bà, con gái vào trong núi"... Kết thúc phần đọc các quy ước, người chức dịch còn nhấn mạnh "Hôm nay, tôi nói cho mọi người biết như thế, từ đây mọi người trở về nhà phải tuân theo những lý lối này và kể cho cả nhà được biết để tuân theo".

## Phần hội
Mọi người dự lễ đều vui vẻ ngồi vào mâm ăn uống. Dân làng nào tự nấu lấy thức ăn cho làng ấy và cùng ăn với nhau ở ngoài miếu. Trong miếu, chỉ có các chức dịch (lý trưởng, phó lý, thầy mo) được ngồi ăn. Trong làng, gia đình nào không có người đến dự, người khác sẽ dành phần thức ăn mang về.
Lễ "Nào Cống" có 3 phần: Phần nghi lễ cúng thần, phần công bố quy ước chung cả vùng và phần ăn uống. Sau đó kết thúc lễ hội.